# Brachidontes domingensis
Brachidontes domingensis är en musselart som först beskrevs av Jean-Baptiste Lamarck 1819.  Brachidontes domingensis ingår i släktet Brachidontes och familjen blåmusslor. Inga underarter finns listade i Catalogue of Life.